# Abrosoma festinatum
Abrosoma festinatum är en insektsart som beskrevs av Brock och Francis Seow-Choen 1995. Abrosoma festinatum ingår i släktet Abrosoma och familjen Aschiphasmatidae. Inga underarter finns listade i Catalogue of Life.